# Éragny-sur-Epte
Éragny-sur-Epte è un comune francese di 589 abitanti situato nel dipartimento dell'Oise della regione dell'Alta Francia.

## Società

### Evoluzione demografica
Abitanti censiti